# Política de boa vizinhança

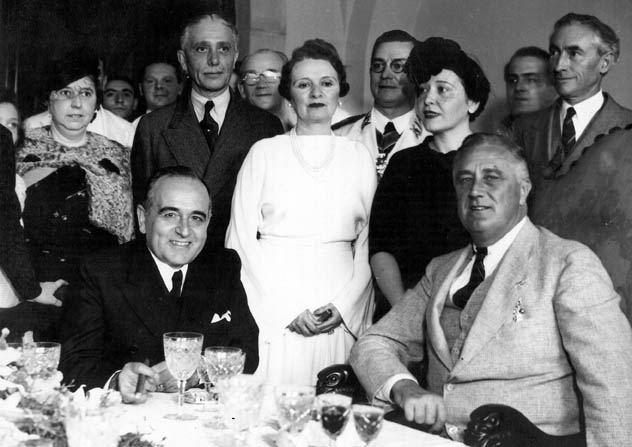
Getúlio Vargas (sentado à esquerda) e Franklin D. Roosevelt (sentado à direita), Rio de Janeiro, 1936.

A Política de boa vizinhança (ou Good Neighbor Policy, em língua inglesa) foi uma iniciativa política criada e apresentada pelo governo dos Estados Unidos presidido por Franklin D. Roosevelt durante a Conferência Panamericana de Montevideo, em dezembro de 1933. Ela se referiu ao período das relações políticas estadunidenses com os outros países da América entre 1933 até 1945 - ao final da Segunda Guerra Mundial e Harry Truman assumindo a presidência do país.

## Antecedentes
Os Estados Unidos, desde o fim da Primeira Guerra Mundial (1914-1918) enfrentavam um intenso debate interno sobre “neutralidade” perante tais conflitos e a maioria da população e de seus representantes no Congresso preferia manter a nação norte-americana fora do conflito que já ocorria na Europa. Mas a guerra iniciada em 1939 afetava diretamente os interesses estadunidenses no mundo. Uma 
dessas zonas de interesse era a América Central e do Sul. Em relação aos países ao sul de sua fronteira meridional, havia o entendimento de que o crescente “expansionismo alemão ameaçava o hemisfério e o equilíbrio montado pelos Estados Unidos”.
Para dificultar a situação dos Estados Unidos, na América, nos anos que antecederam e iniciaram a década de 1940, verificou-se uma simpatia de alguns de seus governantes às políticas adotadas pelos países de políticas fascistas.

### Sobre a política

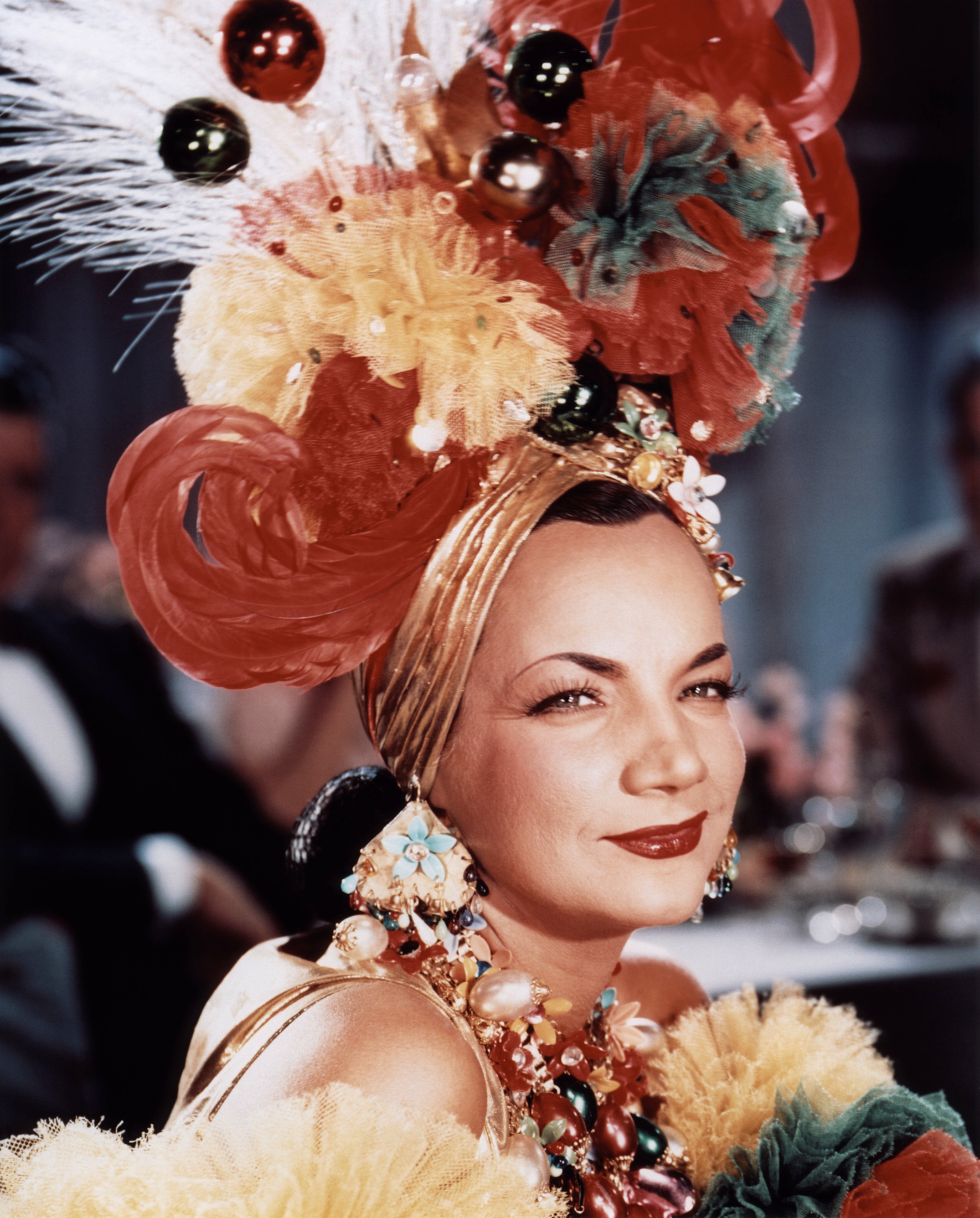
Carmen Miranda foi considerada a musa da Política de boa vizinhança.

Oficialmente essa política consistia em investimentos e venda de tecnologia americana para outros países do continente, mas em troca, esses deviam dar apoio político aos Estados Unidos. Ela consistia, no entanto, de um esforço para aproximação cultural entre EUA e outros países da América, cujas relações vinham se deteriorando devido ao forte intervencionismo norte-americano durante a política do "Big Stick", lançada por Theodore Roosevelt em 1901.
Foi uma época em que gradativamente o "american way of life" foi ganhando espaço na sociedade brasileira, graças a um cuidadoso plano de conquista. Esse plano fazia parte da estratégia dos Estados Unidos de promover a cooperação panamericana e a solidariedade hemisférica, enfrentar o desafio do Eixo e consolidar-se como grande potência. A campanha teve início com a propagação dos "valores pan-americanos" durante as conferências interamericanas.
O passo seguinte foi a criação, em agosto de 1940, de uma superagência de coordenação dos negócios interamericanos, sob a chefia de Nelson Rockefeller, chamada Office of the Coordinator of Inter-American Affairs (OCIAA). Essa iniciativa diferia dos programas de colaboração já em funcionamento por estar diretamente vinculada ao Conselho de Defesa Nacional dos Estados Unidos. Na área cinematográfica, tanto os filmes de ficção quanto os documentários desempenhavam o papel de difusores culturais e ideológicos.

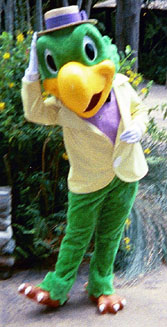
Zé Carioca foi criado com o intuído de promover a política de boa vizinhança.

Procurava-se evitar a distribuição nos países americanos de filmes que expusessem instituições e costumes malvistos dos Estados Unidos, como a discriminação racial, ou que pudessem ofender os brios desses países. Os bandidos mexicanos, por exemplo, foram banidos das produções de Hollywood. Outra importante iniciativa foi a criação de personagens que ajudassem a fomentar a solidariedade continental. Data dessa época o nascimento do conhecido personagem dos Estúdios Disney, o papagaio Zé Carioca. O filme Alô, Amigos, que apresentou Pato Donald, enfatizava a política de boa vizinhança. Durante todo o seu tempo de vida, o OCIAA contou com ativa colaboração do DIP, quer na condução de projetos conjuntos, quer como órgão de apoio à sua ação no Brasil.
Após dois anos do lançamento do filme Alô, Amigos (Saludos Amigos), o estúdio Disney lançou o filme Você Já Foi à Bahia? (em espanhol, Los Tres Caballeros), filme que mostra o Pato Donald recebendo presentes de amigos latino-americanos. Por meio desse filme, os Estados Unidos buscavam passar uma ideia de solidariedade e amizade entre todos os países do continente americano trazendo personagens, músicas e mostrando a cultura latina através do cinema para o mundo. Desta maneira, beneficiou a todos os envolvidos, a exemplo da OCIAA (Office of the Coordinator of Inter-American Affairs) que renovou o contrato com a Disney para curtas educacionais e filmes de propaganda para maior distribuição desses trabalhos. Além disso, os Estados Unidos passaram uma imagem de amizade panamericana e também obtiveram lucros para o seu governo.
Usando o filme como forma de evitar os incidentes com as potências europeias, o presidente dos Estados Unidos Theodore Roosevelt (representando os interesses dos endinheirados da América do Norte) não queria disputar com a Europa o domínio da América Central e do Sul. Assim criou-se uma política externa que tirou o destaque da invenção militar e enfatizou o intercâmbio cultural e diplomático.
Foi nessa época que Carmem Miranda se tornou símbolo da cultura brasileira nos Estados Unidos, porém quando Carmen chegou aos EUA, o programa de panamericanização envolvendo as novidades musicais estava em andamento pelo trabalho de outros músicos representando os vários estilos musicais das Américas, especialmente o bolero, através do catalão disfarçado de cubano Xavier Cugat e sua orquestra, no cinema brilhavam Dolores Del Rio e Lupe Velez, Fred Astaire e Ginger Rogers dançavam rumba em filmes supostamente rodados no Rio, os ritmos caribenhos estavam na moda, os Estados Unidos precisavam da América como um todo e dos bons vizinhos para o apoiar e ajudar no grande conflito que chegava para abalar sua neutralidade.
Carmen Miranda surgiu como uma das figuras mais exuberantes e misteriosas da cultura brasileira, atraindo os estadunidenses. Utilizando os estilos e os ritmos quentes e contagiantes do samba brasileiro e também dos latino-americanos, a cantora conquistou os corações dos estadunidenses. Suas apresentações em programas de rádio e filmes transformaram a música e a dança em instrumentos de diplomacia. Sua figura se tornou a imagem de uma verdadeira embaixadora cultural do Brasil nos Estados Unidos. Com seus trajes coloridos e os surpreendentes chapéus de frutas que transbordavam alegria e a energia brasileira, a cantora capturou a essência cativante do Brasil, tornando-se um símbolo da cultura nacional e uma ponte entre os dois países, encantando o público estadunidense e promovendo uma imagem idealizada do nosso país no exterior. Tal imagem correspondia à ideia romantizada que os países afora imaginavam do Brasil, reforçando ainda mais os interesses dos EUA.
Já no plano econômico, a política de boa vizinhança convinha aos esforços dos Estados Unidos para se recuperar dos efeitos da crise de 1929 sobre sua economia. A retórica da solidariedade e os métodos cooperativos no relacionamento com os países americanos facilitavam a formação de mercados externos para os produtos e investimentos norte-americanos, além de garantir o suprimento de matérias-primas para suas indústrias. A implantação dessa nova estratégia de relacionamento com as Américas representou a vitória da corrente política do governo americano que advogava o livre-cambismo como solução para a recuperação econômica dos Estados Unidos no plano internacional.
Terminada a guerra, o governo dos Estados Unidos encerrou as atividades da agência, deixando a cargo da embaixada americana no Brasil a condução de algumas de suas atividades. Porém, ela nunca foi simétrica: enquanto nas Américas Central e do Sul propagavam-se as qualidades da cultura norte-americana, como os valores democráticos e o industrialismo, nos EUA caracterizava-se as culturas de países centro-americanos e sul-americanos pelas belezas naturais e o exotismo. A campanha de propaganda iniciada aí, junto com as alianças estratégicas firmadas durante a Segunda Guerra Mundial - como a que deu ao Brasil a CSN -, garantiu o domínio norte-americano nas Américas, permitindo que os EUA partissem para disputar a influência sobre a Europa com a União Soviética durante a Guerra-Fria.
A grande quantidade de vocábulos em inglês que vemos por todo o lado no Brasil - na publicidade e na moda, principalmente - e a influência da Pop Music - MTV - e do cinema Hollywoodiano, são facetas da penetração cultural americana no Brasil, que data desse período.